# Proacrisis rarus
Proacrisis rarus är en stekelart som beskrevs av Vladimir Ivanovich Tobias 1983. Proacrisis rarus ingår i släktet Proacrisis och familjen bracksteklar. Inga underarter finns listade i Catalogue of Life.